# Keeping an Eye on Father
Keeping an Eye on Father è un cortometraggio muto del 1912. Il nome del regista non viene riportato nei titoli.
Tra gli interpreti, Lamar Johnstone qui al suo esordio sullo schermo.

## Produzione
Il film fu prodotto dalla Eclair American

## Distribuzione
Distribuito dalla Universal Film Manufacturing Company, il film uscì nelle sale cinematografiche USA il 15 febbraio 1912.